# 山崎坤象
山崎 坤象（やまざき こんぞう、1907年（明治40年） - 1993年（平成5年）8月）は洋画家。駒込林町に生まれた。彫刻家山崎朝雲の長男。

## 経歴
- 1884年（明治17年） - 本郷洋画研究所に入る。
- 1925年（大正14年） - 東京美術学校入学。岡田三郎に師事。
- 1928年（昭和3年） - 第9回帝展初入選。以降、官展にたびたび入選し、合計11回入選。

## 作品[2]
- 「パラオ風景」（昭和3（1928）第9回帝展）
- 「Ｓ軍曹」（昭和13（1938）第2回新文展）
- 「閑」（昭和34（1959）第2回日展）